# Король на день (опера)

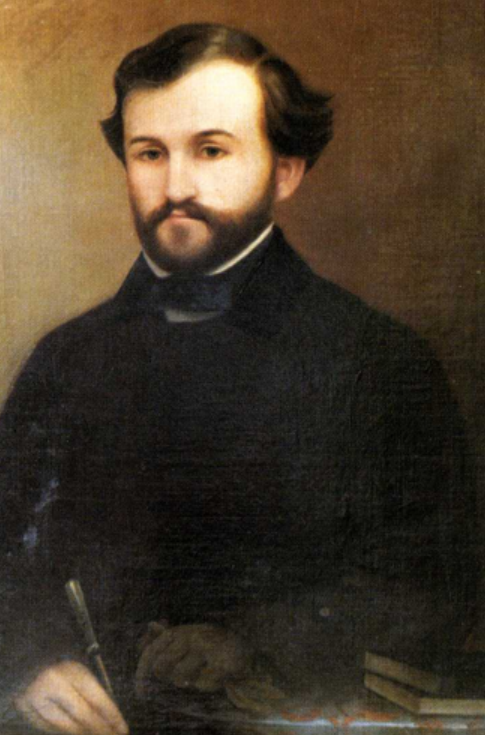
Портрет Верді, 1839—1840 рр. роботи Молентіні

Король на один день (італ. Un giorno di regno, ossia Il finto Stanislao — дослівно: укр. Одноденне правління, або Удаваний Станіслав) — опера Джузеппе Верді у двох діях в жанрі melodramma giocoso на італійське лібрето Феліче Романі, написане ще у 1818 році, спочатку для богемного композитора Адальберта Гіровеца. Лібрето було засноване на п'єсі Le faux Stanislas, написаній французом Александром-Венсаном Піне Дювалем 1808 року. 5 вересня 1840 року в міланському театрі Ла Скала відбулася прем'єра вистави Король на один день.
Після успіху своєї першої опери «Оберто» 1839 року Верді отримав доручення від імпресаріо Ла Скала Мереллі написати ще три опери. Король на один день був першим із трьох, але він написав твір у період, коли спочатку померли його діти, а потім його дружина, і його невдача в 1840 році змусила молодого композитора майже відмовитися від опери. Лише після того, як його спокусили написати музику для вже існуючого на той час лібрето до майбутньої опери «Набукко», Верді відновив свою кар'єру.

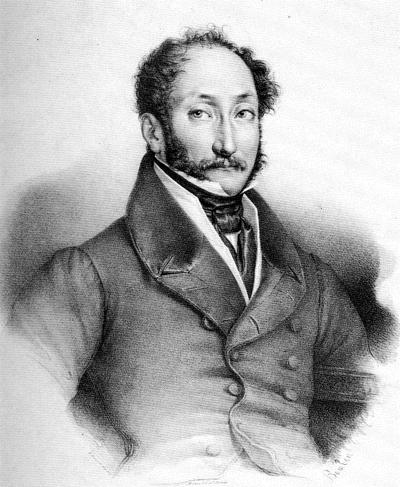
Феліче Романі, лібретист опери

## Історія написання
Після Оберто і після повернення Мереллі з Відня на початку 1840 року йому потрібно було написати комедію на осінній сезон. На прохання вибрати лібрето Феліче Романі, яке вже існувало, Верді зазначає, що жоден із них йому не сподобався, але «оскільки справа була невідкладною, я вибрав те, яке здалося мені найменш поганим».

## Історія виконання

### Прем'єра та інші вистави 19 ст.
Перша постановка у Ла Скала 5 вересня 1840 року була невдала, і Ла Скала скасував решту запланованих вистав. Відроджували оперу почали у 2001 році. Верді не намагався створити іншу оперну комедію до кінця своєї кар'єри з Фальстафом.
На прем'єрі Верді сидів в оркестровій ямі, тому безпосередньо чув реакцію глядачів. Разом із критиками Верді визнав, що невдача була частково через його особистих обставин, оскільки померли його двоє дітей (перша в 1838 році, друга в 1839 році), а потім, у червні 1840 року, його дружина Марґаріта Барецци протягом усього періоду до і під час написання опери. Причиною також було те, що єдиними співаками, які були в наявності в імпресаріо Ла Скала, були ті, хто збирався для оперного серіалу, «Il templario» Отто Ніколая, і вони не мали досвіду роботи з комедією: «Акторський склад був зібраний в основному для виступу найбільшого сезону вдалої новинки Il templario». Інші фактори, які були відзначені, включають великий розмір самої «Ла Скала» (відзначений Джорджем Мартіном як «занадто великий для твору»), а також досить старомодний характер твору, який був написаний у стилі, який швидко вийшов з моди. Насправді, підсумовуючи, Бадден зазначає, що «поруч із „Любовним напоєм“ Доніцетті або „Доном Паскуале“ вона вирізняє незграбну фігуру».
Інші постановки в Італії за життя Верді, здавалося, йшли краще; він був даний у Венеції в 1845 році (як Il finto Stanislao у Римі в 1846 році та в Неаполі (також як Il finto Stanislao) у 1859 році.

### 20 століття і далі
У США прем'єра опери відбулася 18 червня 1960 року, тоді як у Великій Британії прем'єра відбулася 21 березня 1961 року. Це було частиною «Фестивалю Верді» в червні 1981 року Опери Сан-Дієго.
Після тимчасового закриття Королівського оперного театру Ковент-Гарден в 1999 році Королівська опера дала концертну виставу в Royal Festival Hall. За цією презентацією у 2001 році послідувала постановка на фестивалі Бакстон в Англії.
У жовтні 2012 року товариство ABAO з Більбао, яке планує представити всі твори Верді, презентувало оперу під керівництвом диригента Альберто Зедда.

Sarasota Opera представила нове критичне видання опери в березні 2013 року, 29-ту роботу повного канону Верді (у всіх його версіях), що буде представлена компанією. Доктор Франческо Іццо, співдиректор Американського інституту досліджень Верді та редактор критичного видання, зазначає, що:
Це видання виправляє ряд неточностей і довільних змін, присутніх в інших партитурах опери, які часто поширювалися під назвою Il finto Stanislao. Я зробив усе можливе, щоб створити видання, яке достовірно відображає наміри Верді.
Фестиваль Glimmerglass представив оперу в новій англійській адаптації під час фестивалю 2013 року.

## Дійові особи
| Роль                                                                        | Тип голосу    | Прем'єра, 5 вересня 1840 р. (Диригент: Еудженіо Кавалліні) |
| --------------------------------------------------------------------------- | ------------- | ---------------------------------------------------------- |
| Кавальєр ді Бельфіоре, французький офіцер видає себе за Станіслава з Польщі | баритон       | Раффаеле Ферлотті                                          |
| Барон ді Кельбар, узурпатор                                                 | бас           | Раффаеле Скалезе                                           |
| Маркіза дель Поджо, молода вдова, племінниця барона, закохана в Бельфіоре   | сопрано       | Антонієтта Маріні-Райньєрі                                 |
| Джульєтта ді Кельбар, дочка барона                                          | меццо-сопрано | Луїджа Аббадія                                             |
| Едоардо ді Санваль, молодий чиновник, племінник Ла Рокки                    | тенор         | Лоренцо Сальві                                             |
| Ла-Рокка, скарбник маєтків Бретань                                          | бас           | Аґостіно Ровере                                            |
| граф Іврея, комендант Бреста, заручений з Маркізою                          | тенор         | Джузеппе Вашкетті                                          |
| Дельмонте, есквайр удаваного Станіслава                                     | бас           | Наполеоне Марконі                                          |
| Слуги, покоївки, васали барона                                              |               |                                                            |

## Зміст
Польський монарх, король Станіслав Лещинський, історична особа під час війни за спадщину, втратив трон після вторгнення саксонів у битві під Полтавою 1709 року. Він повернув його в 1733 році, але знову був скинутий у 1736 році і відправився у вигнання до Франції. Дія опери розгортається в 1733 році, коли Станіслав повернувся до Польщі, залишивши французького офіцера, кавалера ді Бельфіоре, щоб він видавався за нього у Франції.
Час: 1733 рік: Місце: замок барона Кельбара поблизу Бреста, Франція

## Музика
В музиці твору відчутний вплив Россіні та Доніцетті. Поспіх, з яким був написаний твір, може бути причиною нерівномірної якості, яку відзначили деякі критики. Щодо речитативів, Госсетт зазначає, що «лише в його юнацькій комічній опері Король на один день (1840) використовується секко речитатив».

## Виконання
| Рік      | Актори (Бельфіоре, Кельбар, Марчеза, Джульєтта, Едоардо)                                                  | диригент, оркестр і хор                                                                                         | Мітка                                            |
| -------- | --- | --- | ------------------------------------------------ |
| 1951 рік | Ренато Капекчі, Сесто Брускантіні, Ліна Паглюгі, Лаура Коцці, Хуан Онсіна                                 | Альфредо Сімонетто, Orchestra Lirica e Coro della RAI Milano                                                    | CD: Warner-Fonit Кат.: 8573-82664-2              |
| 1973 рік | Інгвар Вікселл, Володимиро Ганзароллі, Фіоренца Коссотто, Джессі Норман, Хосе Каррерас                    | Ламберто Гарделлі, Королівський філармонічний оркестр і співаки Амброзіан                                       | CD: Philips Кат.: 422429                         |
| 2010 рік | Гвідо Локонсоло, Андреа Порта, Анна Катерина Антоначчі, Алессандра Маріанеллі, Іван Магрі, Паоло Бордонья | Донато Ренцетті, Оркестр і хор Театру Regio di Parma, (Запис виступу 31 січня)                                  | DVD (Blu-ray, PAL): Unitel Classica Кат.: 720304 |
| 2013 рік | Михайло Кірія, Сімона Альберті, Аліса Квінтавалла, Анжела Нісі, Марко Фрусоні                             | Габріеле Боноліс, Рома Сіфонієта та хор Бельканто, (Запис вистав у листопаді в театрі Флавіо Веспасіано, Рієті) | CD: Tactus Кат.: TC812290                        |